# Oiana Blanco Echevarría
Oiana Blanco Echevarría (Orio, 13 de mayo de 1983) es una deportista española que compite en judo, en la categoría de –48 kg.
Ganó una medalla de plata en el Campeonato Mundial de Judo de 2009 y una medalla de bronce en el Campeonato Europeo de Judo de 2010.
Participó en los Juegos Olímpicos de Londres 2012, perdiendo su primer combate ante la japonesa Tomoko Fukumi.

## Palmarés internacional
| Campeonato Mundial | Campeonato Mundial      | Campeonato Mundial | Campeonato Mundial |
| Año                | Lugar                   | Medalla            | Categoría          |
| ------------------ | ----------------------- | ------------------ | ------------------ |
| 2009               | Róterdam (Países Bajos) | Medalla de plata   | –48 kg             |
| Campeonato Europeo |                         |                    |                    |
| Año                | Lugar                   | Medalla            | Categoría          |
| 2010               | Viena (Austria)         | Medalla de bronce  | –48 kg             |